# Риб, Эвальд Карлович
Э́вальд Ка́рлович Риб (нем. Ewald Rüb; 1930—2003) — российский поэт, прозаик, автор пяти книг стихов, прозы и педагогических этюдов. Скрипач-педагог с более чем 35-летним стажем, выдающийся популяризатор музыки и литературы среди детей и юношества, многолетний руководитель литературного объединения Карталинского района Челябинской области.

## Биография

### Детство и юность
Эвальд Карлович Риб родился 10 марта 1930 в селе Нидермонжу, расположенном в АССР немцев Поволжья (ныне — Бобровка, Марксовский район Саратовской области). Отец, Карл Карлович, был мастеровитым сапожником. Первые уроки музыки маленький Эвальд получил в деревне, где самоучкой научился играть на балалайке и мандолине. При деревенской школе был организован оркестр народных инструментов, которым руководил местный скрипач, рано заметивший талант мальчика и пригласивший его в оркестр. Стихи Эвальд начал писать рано, на немецком, под впечатлением школьной программы. Мальчика хвалили и пророчили ему большое будущее.
Счастливое детство прервала Великая Отечественная война: осенью всю автономную республику немцев Поволжья выселили в Сибирь и Казахстан. Как впоследствии вспоминал сам Риб:

Очередь нашей семьи пришла 9 сентября 1941. На подводы грузили вещи, малолетних детей и стариков, остальные шли пешком за телегой в сопровождении вооружённых солдат и офицеров.

Рибы попали в село Луговое Алтайского края, в 60 километрах от Барнаула. Вся семья Эвальда работала в трудармии: отец — на военном заводе, старший брат — на лесоповале, средний — в шахте, а сестра — на заводе, где делали снаряды. Старший брат Александр погиб в самом начале войны от взорвавшейся бомбы на Гомельском направлении. Маленький Роберт в возрасте 5 лет умер от скарлатины на Алтае.
Во время войны Эвальд с матерью остались одни, и 12-летний мальчик заменил отца — перенял его искусство и стал сапожником-модельщиком, принявшись за шитьё на заказ красивой обуви. Эта работа «кормила» их с матерью и давала возможность помочь родным трудармейцам: им высылали табак, на который можно было выменять продукты. На эти тяжёлые годы о стихах и музыкальных занятиях пришлось забыть.

### Годы учёбы
После того как от непосильного труда в 1946 умер отец, брат Давид собрал семью на 205 шахте в 6 километрах от Копейска (Челябинская область), где он работал в забое. Братья купили Эвальду скрипку и освободили его от каторжной работы. Он начинает учиться в вечерней (общеобразовательной) и музыкальной школах города Копейска, куда приходилось ходить пешком. Оказавшись на новом месте и налаживая отношения с одноклассниками и соседями, Эвальду пришлось в сжатые сроки осваивать новый для себя русский язык. О страданиях этих дней он впоследствии расскажет в пронзительном биографическом стихотворении «Обида».
…Казалось — всё вокруг во мгле,

Упал в траву я, как подбитый,

Прижался к матери-земле

И думал, плача от обиды:

Когда ж сердца их отбомбят

За всех, что с фронта не писали?

С годами понял я ребят,

И кто я есть, они узнали.
Музыкальную школу Риб закончил за 2,5 года и продолжал брать частные уроки в Челябинске у концертмейстера первых скрипок симфонического оркестра Серафимы Борисовны Фахторович. Одновременно с учёбой он работал в небольшом оркестре кинотеатра Копейска, исполнявшем музыку перед демонстрацией фильмов. Там же, в Копейске, в 1954 Эвальд Риб начал свою педагогическую карьеру, занимаясь с питомцами местной музыкальной школы.
С 1946 по 1956 все советские немцы были под комендатурой, не имея права без разрешения выезжать даже в ближайшие сёла. Эвальду не всегда удавалось получить разрешение на выезд в Челябинск, из-за чего он испытывал много неприятных моментов, вплоть до ареста. Неудачей окончилась и попытка поступления в Челябинское музыкальное училище: Эвальд получил отказ, поскольку плохо говорил по-русски и не владел русской грамотой. Стремясь помочь своему ученику, Фахторович позвонил в Магнитогорск, директору Магнитогорского музыкального училища (ныне — консерватория) С. Эйдинову. Магнитка нуждалась в скрипачах, и судьба Риба была решена: в 1955 он был зачислен на I курс струнного отделения.
Годы учёбы в Магнитогорске были счастливыми: преподаватели музыкального училища отнеслись к новосёлу со всей душой. Эйдинов и весь педагогический коллектив создали все условия для успешной учёбы и творчества Эвальда Риба, при этом в стенах училища не было проявлений национальной вражды. Своё участие в судьбе Риба проявили такие преподаватели, как педагог по классу скрипки Ф. Форшток и «предметники» Н. Кондратковская, Н. Маклецова, Т. Яес, вдохновлявшие своего ученика и помогавшие ему как можно быстрее изучить русский язык. Впоследствии Эвальд стал не только писать на русском (хотя первые стихи писал только на немецком), но и думать на этом языке.
В 1959 году в жизни Эвальд Риб окончил музыкальное училище по классу скрипки и альта, а в апреле женился на студентке музыкального училища Нонне Костериной (она окончила учёбу годом ранее). В том же году вместе с композитором Иваном Шутовым Риб написал «Песню о Магнитке», которую на государственном экзамене Шутова исполняла Магнитогорская капелла под управлением С. Г. Эйдинова.
Люблю в загаре золотом

Твою ступенчатую гору,

В душе моей горит цветком

Магнитогорск — любимый город.
В эти годы Рибом было написано много стихов о природе уральского края, о любви к городу Магнитогорску. Многие из стихов впоследствии были положены на музыку местными композиторами, в результате чего родились популярные на Южном Урале песни.

### Музыкально-педагогическая работа
В 1957 году, параллельно с учёбой, Эвальд Риб начал работать в музыкальной школе № 1 г. Магнитогорска как педагог по классу скрипки. Наряду с этим он работал в студенческом симфоническом оркестре и в оркестре драмтеатра им. А. С. Пушкина. Директор музыкальной школы, фронтовик И. Минин с большим уважением и вниманием отнесся к молодому педагогу-скрипачу, зачислив его в штат сразу по окончании училища. Педагог Эвальд Риб набрал большой класс, а администрация школы приобрела инструменты, в том числе первоклассный альт, которым Эвальд Риб мог пользоваться постоянно, до покупки своего личного. Любви к скрипке и скрипичному исполнительству Эвальд посвятил немало своих стихотворений, в том числе миниатюру «Четыре звука».
В этом звуке — я горю,

В этом звуке — стынет кровь,

В новом звуке я умру,

А в другом — воскресну вновь!
В 1964—1968 годах Эвальд Риб заочно учился в Государственном институте искусств Киргизской ССР имени Курмангазы. Росло мастерство педагога, росли его ученики. Риб являлся одним из организаторов клуба юных музыкантов в ДМШ № 1 — КЮМ, благодаря работе которого раскрывались творческие способности маленьких музыкантов, расширялся их кругозор. В общении с детьми была необходимость не только играть, но и говорить, активизировать образное мышление ученика. В результате родились особые музыкально-литературные темы для занятий: «Разбуженная скрипка», «Поющие народы». Методика преподавания и общения с детьми была осмыслена Эвальдом Рибом и изложена в методической работе «Не засушить цветок», которая отразила суть его музыкально-педагогической концепции.
Многолетний педагогический труд Риба не остался незамеченным: в 1972 он награждён знаком «Победитель соцсоревнования», а в 1983 — медалью «Ветеран труда». В конце семидесятых годов Риб начал работать в новой музыкальной школе № 4 Магнитогорска, расположенной на городских новостройках, где проработал до самого выхода на пенсию в 1991 году.

### Литературная работа
Свою литературную деятельность Эвальд Риб начал в Магнитке, ещё будучи студентом музыкального училища. На поэтически настроенного юношу обратила внимание педагог-литератор училища Нина Кондратковская, уже тогда являвшаяся видной поэтессой. С этого времени до самой своей кончины она была учителем и наставником в поэзии для Эвальда Риба.
В 1958 Эвальд Риб вступил в литературное объединение Магнитогорска, руководителем которого был Николай Воронов. С этого времени педагог-музыкант становится постоянным участником литературной жизни города. В 1960 поэтические подборки Риба начали появляться в местных газетах. В семидесятые о его творчестве узнали и читатели зарубежья: в 1976 и в 1980 его детские рассказы были переведены на немецкий язык и напечатаны в альманахах московского издательства «Прогресс».
Значительную роль в литературной судьбе Эвальда Карловича сыграл поэт и прозаик Владилен Машковцев, который в 1971—1992 являлся ответственным за пропаганду художественной литературы в Магнитогорске. По путёвкам Челябинской областной писательской организации Эвальд Риб проводил большое количество массовых музыкально-просветительских лекториев, концертов в городских и пионерских лагерях, в школах, клубах, в цехах заводов города. В своих выступлениях он затрагивал разнообразные темы жизни города и страны. Он выступал не только как поэт-просветитель, но и как скрипач, превращая свои встречи в интересные музыкально-поэтические композиции.
В 1990—2000 Эвальд Риб живёт в пригороде Магнитогорска (с. Анненское, Карталинский район Челябинской области) на своей «литературной даче». Он много и вдохновенно пишет, общается с сельчанами, работает с малышами в детском саду, преподает в ДМШ г. Карталы и руководит литературным объединенем Карталинского района. В 1993 в свет выходит его первая книга детских стихов и рассказов «Капли весны», за которой в короткий срок последовали ещё четыре авторских сборника! Карталинскому краю и своим односельчанам Риб посвятил много стихотворений, поэтических миниатюр, вошедших в сборники «Радуга жизни», «Анненские лебеди», «Есть большая родина любви», «Разбуженная скрипка». В эти годы Эвальд Риб много выступает со своими стихами на Карталинском телевидении, он неизменный участник концертов, фестивалей, конкурсов. В эти годы он проявил себя и как литературный редактор: в 1993 под его руководством в магнитогорском издательстве «Магнит» в свет вышел сборник стихов жителей села «Подснежник», а годом позже — авторский сборник стихов «Мой светофор», принадлежащий перу его ученицы, 9-летней (!) Наташи Самолётовой.
По состоянию здоровья в 2001 Эвальд Риб возвращается в Магнитогорск. В последние годы своей жизни у него было много творческих идей: подготовлена к изданию книга детских стихов, задуман цикл рассказов о встречах и сотрудничестве с литераторами Магнитки и Урала, созданы черновые наброски школы поэтического творчества для ребят, пробующих себя в литературном творчестве. Но этим планам не суждено было сбыться: 2 января 2003 Эвальда Карловича не стало. Своеобразным завещанием поэта, нашедшего свою вторую родину на Урале, стали эти четыре строчки, принадлежащие его перу:

Пусть у меня родных в Магнитке нет,
но на могилу придут ко мне:
и рыжий вечер, и синий рассвет,
и ветер, что дремлет в стороне.

Похоронен на Правобережном кладбище.

## Литературная деятельность
Стихи и рассказы Эвальда Риба, которым присущ проникновенный лиризм и глубина чувств, порой граничащая с трогательной наивностью, широко известны как в Челябинской области, так и за её пределами. Помимо местных газет «Магнитогорский металл», «Магнитогорский рабочий», «Карталинская новь», он широко сотрудничал с немецкоязычными изданиями Поволжья; кроме того, ряд его сочинений опубликован в различных немецкоязычных изданиях издательства московского издательства «Прогресс» и Германской Демократической Республики. Многие стихи Риба, воспевающие родной край, легли в основу многих песен популярных уральских композиторов.
На протяжении многих лет Эвальд Риб вёл разнообразные творческие кружки, пестуя и наставляя как юных, так и взрослых начинающих литераторов. Так, в 1990, сразу по переезде в село Анненское, он организовал литературное объединение для его жителей, ставшее центром литературной жизни всего Карталинского района. Итогом этой работы стали сборник стихов сельских поэтов «Подснежник» и дебютная книжка юной анненской поэтессы Наташи Самолётовой «Мой светофор».
Помимо литературных трудов, Эвальд Риб является автором многочисленных педагогических этюдов в стиле В. Сухомлинского. Все эти работы рождены на основе многолетнего опыта магнитогорского наставника в области педагогики гуманного сотрудничества, которой он был предан в течение всей своей педагогической работы.

### Циклы стихов
- Анненским медикам
- В моей стыдливой глуши
- Карталинская симфония № 1
- Карталинская симфония № 2
- Миниатюры с натуры
- Наши песни
- Неотправленные письма в Германию
- Письма в Германию
- Радуга жизни
- Разбуженная скрипка

### Циклы рассказов
- Автобиографические этюды
- Анненская радуга
- Капли весны
- Магнитогорские малыши
- Не засушить цветок (педагогические этюды)

### Книги (автор)
1. 1993 — Капли весны (стихи и рассказы для детей). — Магнитогорск, Магнитогорское полиграфпредприятие, 42 с. Тираж: 1000 экз. Художник: Г. Кабанова. ISBN 5-7114-0041-X
2. 1995 — Радуга жизни (книга стихов). — Магнитогорск, Магнитогорский Дом печати, 64 с. Тираж: 2000 экз. ISBN 5-7114-0060-6
3. 1998 — Анненские лебеди (стихи). — Магнитогорск, Магнитогорский Дом печати, 57 с. Тираж: 500 экз. ISBN 5-7114-0138-6
4. 1999 — Есть большая родина любви (стихи, рассказы и педагогические этюды). — Магнитогорск, Магнитогорский Дом печати, 152 с. Тираж: 1000 экз. ISBN 5-7114-0149-1
5. 2001 — Разбуженная скрипка (стихи). — Магнитогорск, Магнитогорский Дом печати, 128 с. Тираж: 500 экз. ISBN 5-7114-0201-3

### Книги (редактор, составитель)
1. 1993 — Подснежник (сборник стихотворений). — Магнитогорск, «Магнит», 64 с. Составитель: Э. Риб. Редактор: Р. Мусин. Художник: С. Блажнов. Тираж: 1000 экз. ISBN 5-87864-013-9
2. 1994 — Самолётова Н. Мой светофор. — Магнитогорск, Магнитогорское полиграфическое предприятие, 49 c. Художественный редактор и составитель: Э. Риб. Тираж: 500 экз. ISBN 5-7114-0056-8

### Публикации
1. Стихи. — «Ленинский путь» (Крымская область), август 1958.
2. Весна (стихотворение). — 1958.
3. Волшебница (рассказ). — «Магнитогорский металл», 8 марта 1968.
4. Стихи. — «Магнитогорский металл», 15 июня 1968.
5. Стихи. — «Магнитогорский металл», 11 января 1969.
6. Рассказ (на нем. яз.). — «Neues Leben» (ГДР), 19 апреля 1972.
7. Рассказ (на нем. яз.). — «Neues Leben» (ГДР), 24 января 1973.
8. Стихи. — «Магнитогорский металл», 1 мая 1973, с. 6.
9. Стихи. — «Магнитогорский металл», 8 мая 1973.
10. Стихи. — Wunder Aller Wunder (Чудо всех чудес, на нем. яз.). — Москва, «Прогресс», 1976, с. 67. Тираж: 9600 экз.
11. Подснежник (стихотворение). — Круг зари. — Челябинск, Южно-Уральское книжное издательство, 1977, с. 92.
12. Весна в Магнитке. — «Магнитогорский металл», 6 июня 1979.
13. Рассказы. — Fragen an das Leben (Вопросы к жизни, на нем. яз.). — Москва, «Прогресс», 1980, с. 225—228. Тираж: 942 экз.
14. Золотые костры (проза). — «Магнитогорский металл», 12 сентября 1981, с. 3.
15. Стихи. — «Комсомольская правда», 1984.
16. Анненский подснежник. — «Карталинская новь» (г. Карталы), 5 октября 1992.
17. Разбуженная скрипка (стихи). — Подснежник (сборник стихотворений). — Магнитогорск, «Магнит», 1993, с. 18—41.
18. Мой ровесник — город Карталы (стихотворение). — Самолётова Н. Мой светофор. — Магнитогорск, Магнитогорское полиграфическое объединение, 1994, с. 43.
19. Стихи. — «Магнитогорский металл», 29 сентября 1994.
20. Стихи. — «Карталинская новь» (г. Карталы), 9 декабря 1995.
21. Отец моей судьбы (проза). — «Карталинская новь» (г. Карталы), 28 марта 1996.
22. Разбуженная скрипка (стихи). — «Магнитогорский рабочий», 19 июля 1997, с. 8.
23. Стихи. — «Магнитогорский рабочий», 2 августа 1997, с. 14.
24. Проза. — «Магнитогорский рабочий», 7 ноября 1998.
25. Неотправленное письмо (о Н. Кондратковской). — «Магнитогорский рабочий», 17 ноября 1998.
26. Волшебный колокольчик (стихи). — «Магнитогорский рабочий», 10 апреля 1999, с. 14.
27. Мой тихий город Карталы (песня). — «Карталинская новь» (г. Карталы), 1 мая 1999.
28. Стихи. — Rundschau (Ульяновск), 1999, № 20.
29. Дождинка (рассказ). — «Карталинская новь» (г. Карталы), 8 января 2000, с. 6.
30. Вот бы всем такие гены (стихотворение). — «Магнитогорский рабочий», 8 апреля 2000, с. 14.
31. Стихи и рассказы. — «Магнитогорский рабочий», 20 мая 2000.
32. Золотые костры (проза). — «Магнитогорский рабочий», 31 января 2001, с. 3.
33. В тайниках души (стихи и проза). — «Магнитогорский рабочий», 31 августа 2001, с. 12.
34. Рассказы и стихи. — «Магнитогорский рабочий», 8 февраля 2003, с. 12.
35. Рассказ и стихи. — «Вестник Российской литературы» (Москва), 2005, № 2—3, с. 133—138.
36. «Быстро годы-журавли улетают…». — «Магнитогорский металл», 18 декабря 2012. — Веб-ссылка

### Песни на стихи Э. Риба
1. Годы (композитор: Г. Клевенская)
2. Годы (композитор: В. Васкевич)
3. Единственной (композитор: И. Гвенцадзе)
4. Золотая свадьба (композитор: В. Титов)
5. Любимый город (композитор: И. Шутов)
6. Магнитка (композитор: В. Брайцев)
7. Магнитка моя (композитор: А. Мордухович)
8. Магнитогорочка (композитор: И. Курдакова)
9. Марш калибровщиков (композитор: Г. Клевенская)
10. Моя любовь (на свою музыку)
11. Мой край родной (композитор: А. Пигарев)
12. Мой край родной (композитор: В. Васкевич)
13. Мой тихий город Карталы (композитор: А. Пигарев)
14. Наша песня (композитор: А. Пигарев)
15. Окрылённые сердца (композитор: В. Васкевич)
16. Осенняя песня (композитор: В. Брайцев)
17. От светлой музыки берёз (композитор: В. Риб)
18. Полтавская станица (композитор: А. Пигарев)
19. Свадебное танго (композитор: А. Гардашников)
20. Сегодня я скажу тебе одной (композитор: Л. Шевлякова)

## Награды
- знак «Победитель соцсоревнования» (1972)
- медаль «Ветеран труда» (1983)
- памятный знак «50 лет Магнитке» (1979)
- медаль «50 лет победы в Великой Отечественной войне» (1995)
- медаль «55 лет победы в Великой Отечественной войне» (2000)
- дипломант I конкурса авторов песен о металлургах Магнитки (за песню «Сегодня я скажу тебе одной» на музыку Л. Шевляковой, 2002)

## Оценки современников
В этюдах Эвальда Карловича Риба, по моему мнению, затронуты животрепещущие темы нравственного воспитания детей… Вызвать живой интерес у ребят к музыке, увлекать их, но не развлекать…— Народный артист и заслуженный деятель искусств РСФСР Семён Эйдинов (1983)

Нелегко было внутренне «раскрепоститься» Э. Рибу в молодости, но потом пришли и смелость, и умение выступать в любой аудитории. Любовь к детям, «педагогическая жилка» привели и к литературным творческим поискам. Эвальд Карлович предан любимому делу, весь стаж его непрерывный, на одном посту. Его выпускники играют в симфонических оркестрах, преподают в музыкальных школах и училищах и не теряют дружеских, поистине родственных связей с любимым учителем.— Поэтесса, член Союза писателей СССР Нина Кондратковская (1984)

Весь творческий поиск Эвальда Карловича выражался постоянно именно стремлением к чистому и прекрасному, хотя действительность была часто жестокой, серой, занудной. Вся жизнь и творчество Эвальда Риба — это камертон, по которому дети, люди могут настраивать свои души и сердца.— Поэт, прозаик, член Союза писателей России Владилен Машковцев (1998)

Эвальд Карлович был мастером выступлений. Его колоритная внешность с седой гривой волос, высокий артистизм, ораторский талант, а главное — истинное откровение и задушевность сразу покоряли любую аудиторию от мала до велика. Эвальда Карловича нет с нами. Но остались его многочисленные музыканты-ученики, небольшие по объёму, но очень солнечные книги и благодарная добрая память.— Поэт, член Союза писателей России Александр Павлов (2003)

## Факты
- От отца юный Эвальд унаследовал склонность к ремеслу: вплоть до преклонных лет на досуге он замечательно тачал обувь, выступая в роли сапожника-модельщика.
- В 1970 году, в ознаменование 100-летия со дня рождения В. И. Ленина, Эвальд Риб провёл ровно 100 музыкально-просветительских концертов в различных учреждениях г. Магнитогорска.